# Grosz dobry
Grosz dobry – nazwa srebrnej groszowej monety niemieckiej wprowadzonej pod koniec XVI w., stanowiącej 1/24 talara w odróżnieniu od groszy maryjnych równych 1/36 talara, używana w mennictwie niemieckim do połowy XIX w.